# Повелихина, Алла Васильевна
А́лла Васи́льевна Повели́хина (род. 30 июня 1927, Ленинград) — советский и российский искусствовед, историк искусства, один из создателей и научный руководитель Музея искусств XX—XXI века в Коломне.

## Биография
Была старшим научным сотрудником Государственного музея истории Ленинграда.

## Семья
Первый муж — историк архитектуры Ю. М. Денисов. Вторым браком замужем за художником И. А. Нератовым (1937-1993).

## Участие в творческих и общественных организациях
- Член Ассоциации искусствоведов (АИС)[1]
- Учредитель и председатель ученого совета Музея Органической Культуры